# Leiningen-Bockenheim
Leiningen-Bockenheim fou una línia comtal d'Alemanya sorgida de la divisió del comtat de Leiningen-Hartenburg el 1722.
Només va tenir un comte, Carles Lluís, que va governar del 1722 al 1747. Extinta la línia va tornar a Leiningen-Hartenburg.